# Сент Огастин (Флорида)
Сент Огастин (енгл. St. Augustine) град је у америчкој савезној држави Флорида. По попису становништва из 2010. у њему је живело 12.975 становника.
Насеље је септембра 1565. основао шпански истраживач и адмирал Педро Менендез де Авилес и оно је настарије стално европско насеље и лука и континенталном делу САД.

## Демографија
Према попису становништва из 2010. у граду је живело 12.975 становника, што је 1.383 (11,9%) становника више него 2000. године.
|                   | 2010.           | 2000.           |
| Укупно            | 12 975 (100,0%) | 11 592 (100,0%) |
| Белци             | 10 443 (80,49%) | 9 193 (79,30%)  |
| Афроамериканци    | 1 506 (11,61%)  | 1 747 (15,07%)  |
| Хиспаноамериканци | 656 (5,056%)    | 361 (3,114%)    |
| Остали            | 208 (1,603%)    | 208 (1,794%)    |
| Азијати           | 162 (1,249%)    | 83 (0,716%)     |